# Astrope
Astrope – wieś w Anglii, w hrabstwie Hertfordshire. Leży 43 km na zachód od miasta Hertford i 53 km na północny zachód od centrum Londynu.